# Raczyny (powiat żuromiński)
Raczyny – wieś w Polsce położona w województwie mazowieckim, w powiecie żuromińskim, w gminie Żuromin. Ma status sołectwa.
Wierni Kościoła rzymskokatolickiego należą do parafii św. Floriana w Poniatowie.
Prywatna wieś szlachecka położona była w drugiej połowie XVI wieku w powiecie sierpeckim województwa płockiego. Przed wojną siedziba wiejskiej gminy Rozwozin. W latach 1975–1998 miejscowość należała administracyjnie do województwa ciechanowskiego.